# Rhinolophus luctus
Rhinolophus luctus е вид прилеп от семейство Подковоносови (Rhinolophidae). Видът не е застрашен от изчезване.

## Разпространение и местообитание
Разпространен е в Бангладеш, Виетнам, Индия, Индонезия (Бали, Калимантан, Суматра и Ява), Камбоджа, Китай, Лаос, Малайзия (Западна Малайзия, Сабах и Саравак), Мианмар, Непал, Сингапур и Тайланд.
Обитава скалисти райони, гористи местности, национални паркове, склонове и пещери.

## Описание
Теглото им е около 34,1 g.